# Miss International Queen 2020
Miss International Queen 2020 — П'ятнадцятий міжнародний конкурс королев, що відбувя 7 березня 2020 в місті Паттая, Таїланд. Джазель Барбі Рояль із США вручатиме корону своїй наступниці. Новою Королевою стала Валентина Флюхер з Мексики.

### Переможиці
| Результати                    | Учасниці |
| ----------------------------- | --- |
| Miss International Queen 2020 | Мексика - Валентина Флюхер |
| 1-е місце                     | Таїланд - Ruethaipreeya Nuanglee |
| 2-е місце                     | Бразилія - Аріелла Моура |
| Топ-6                         | - Австралія - Ян Бріель - Франція - Луїз - Філіппіни — Джесс Лабарес                                                                                      |
| Топ-12                        | - Китай - Лейсі Ван Сінлей - Лаос - Алія Сірісофа - Малайзія - Вані Мохтар - Норвегія - Ейрін Грінде Тунхайм - Тайвань - Лої - В'єтнам - Bùi Đình Hoài Sa |

## Спеціальні нагороди
| Нагорода                     | Учасниця                   |                            |
| ---------------------------- | -------------------------- | -------------------------- |
| Краще національне вбрання    | Малайзія – Вані Мохтар     |                            |
| Міс Конгеніальність          | Індонезія – Геббі Веста    |                            |
| Міс Фотогенічність           | Філіппіни — Джесс Лабарес  |                            |
| Краще вечірнє вбрання        | Мексика – Валентина Флюхер |                            |
| Краще вечірнє вбрання        | Кращий Талант              | Франція – Луїз             |
| Найпопулярніше вступне відео | Кращий Талант              | В'єтнам – Bùi Đình Hoài Sa |

## Учасниці
20 учасниць змагатимутся за титул
| Країна    | Учасник                | Вік | Рідне місто | Профессія                                                                  | Місце         |
| --------- | ---------------------- | --- | ----------- | -------------------------------------------------------------------------- | ------------- |
| Австралія | Жо Рохас               |     | Мельбурн    | Медсестра                                                                  | Top 6         |
| Бразилія  | Аріелла Моура          | 22  | Сан-Паулу   | Модель                                                                     | 2-е місце     |
| Китай     | Лейсі Ван Сінлей       | 32  | Шанхай      | Модель                                                                     | Top 12        |
| Франція   | Луїз                   | 36  | Реюньйон    | Вчитель музики                                                             | Top 6         |
| Індія     | Нітху РС               | 31  | Карнатака   | Художник тату / експерт з йоги                                             |               |
| Індонезія | Геббі Веста            | 33  | Балі        | Професійний DJ / модель / автор пісень                                     |               |
| Японія    | Ріо Такахасі           | 21  | Токіо       | Модель                                                                     |               |
| Лаос      | Алія Сірісофа          | 23  | В'єнтьян    | Студентка / актриса / модель                                               | Top 12        |
| Малайзія  | Вані Мохтар            | 26  | Сабах       | Шоугьорл/Власниця бізнесу                                                  | Top 12        |
| Мексика   | Валентина Флюхер       | 25  | Коліма      |                                                                            | Переможиця    |
| М'янма    | Мей                    | 21  | Янгон       | Модель                                                                     |               |
| Норвегія  | Ейрін Грінде Тунхайм   | 27  | Тромсе      | Студентка стоматології та медицини в УіТ, Арктичного університету Норвегії | Top 12        |
| Перу      | Наталі Сааведра        |     | Ліма        | Модель / шеф-кухар / активіст                                              |               |
| Філіппіни | Джесс Лабарес          | 26  | Маніла      | Бортпровідниця                                                             | Top 6         |
| Сінгапур  | Андреа Разалі          | 29  | Сінгапур    | Модель / Власниця бізнесу / Захисник прав ЛГБТ                             |               |
| Швеція    | Вікторія Тран          |     | Стокгольм   |                                                                            |               |
| Тайвань   | Лої                    |     | Тайбей      |                                                                            | Top 12        |
| Таїланд   | Ruethaipreeya Nuanglee | 27  | Бангкок     | Студент з вільних мистецтв                                                 | 1st Runner-up |
| Венесуела | Шана Забала            |     | Каракас     | Модель                                                                     |               |
| В'єтнам   | Bùi Đình Hoài Sa       | 28  | Анзянг      | Модель / співачка                                                          | Top 12        |

### Дебюти
- Норвегія
- Швеція

### Повернулись
Востаннє змагалися у 2018 році:
- Австралія
- Франція

Востаннє змагалися у  2015:
- Сингапур

Востаннє змагалися у  2004:
- Тайвань

### Вийшли
- Канада
- Еквадор
- Південна Корея
- Непал
- Нікарагуа
- Панама
- США